# Tarsiger johnstoniae
El ruiseñor de Formosa (Tarsiger johnstoniae) es una especie de ave paseriforme de la familia Muscicapidae.

## Distribución
Es endémico de los montanos de la isla de Taiwán.

## Estado de conservación
Está ligeramente amenazada por la pérdida de hábitat.